# Limnonectes microtympanum
Limnonectes microtympanum är en groddjursart som först beskrevs av Van Kampen 1907.  Limnonectes microtympanum ingår i släktet Limnonectes och familjen Dicroglossidae. IUCN kategoriserar arten globalt som starkt hotad. Inga underarter finns listade i Catalogue of Life.